# Tiago Silva
Tiago Silva (Lisboa, Portugal, 2 de junio de 1993) es un futbolista portugués que juega como centrocampista en el Vitória S. C. de la Primeira Liga.

## Trayectoria

### Belenenses
Nacido en Lisboa, se unió a las inferiores del C. F. Os Belenenses a la edad de 16 años, procedente del S. L. Benfica. Hizo su debut profesional el 29 de julio de 2012, jugando los 90 minutos en el empate 1-1 en casa contra la U. D. Oliveirense para la temporada 2012-13 de la Copa de la Liga. Su primer partido en la segunda división ocurrió el 11 de agosto, en la victoria por 3-1 en casa sobre el C. D. Feirense, donde también comenzó.
Finalmente contribuyó con 37 partidos y cuatro goles cuando el club en el Estadio del Restelo regresó a la Primeira Liga después de una ausencia de tres años. Hizo su debut en la máxima categoría del fútbol portugués el 18 de agosto de 2013, siendo suplente en la derrota por 0-3 ante el Rio Ave F. C.

### Feirense
De 2016 a 2018 jugó con el C. D. Feirense de la Primeira Liga en condición de préstamo. Marcó en total 14 goles con el equipo, respectivamente, y el 18 de febrero de 2018 el traspaso se hizo permanente ya que el jugador firmó un contrato de tres años.

### Nottingham Forest
El 5 de julio de 2019 se unió al club inglés Nottingham Forest F. C. por un contrato de dos años. Su primera aparición en la EFL Championship tuvo lugar el 3 de agosto, cuando jugó 62 minutos en la derrota en casa 1–2 contra el West Bromwich Albion F. C. Marcó su primer gol diez días después, el único en la primera ronda de la Copa EFL, contra el Fleetwood Town F. C.

### Olympiacos
Silva acordó un contrato con el Olympiacos FC el 3 de octubre de 2020, por una tarifa no revelada. Jugó 21 partidos competitivos durante su hechizo, incluyendo 16 en la Superliga de Grecia para los campeones.

### Vitória Guimarães
El 7 de agosto de 2021, Silva regresó a su país y se trasladó a Vitória de Guimarães; el acuerdo de cinco años incluía una cláusula de rescisión de 50 millones de euros, mientras que el Olympiacos seguía teniendo derecho al 50% de los derechos del jugador con respecto a una venta futura.

## Selección nacional

### Categorías inferiores
Jugó el primero de sus cinco partidos con Portugal en la categoría sub-21 el 14 de agosto de 2013, con 31 minutos en la victoria 5-2 sobre Suiza. También fue elegido por el entrenador Rui Jorge para su equipo que apareció en los Juegos Olímpicos de Verano 2016, jugando tres partidos en Río de Janeiro siendo eliminados en cuartos de final.

## Clubes
| Club                    | País       | Año       |
| ----------------------- | ---------- | --------- |
| C. F. Belenenses        | Portugal   | 2012-2018 |
| C. D. Feirense (cedido) | Portugal   | 2016-2018 |
| C. D. Feirense          | Portugal   | 2018-2019 |
| Nottingham Forest F. C. | Inglaterra | 2019-2020 |
| Olympiacos F. C.        | Grecia     | 2020-2021 |
| Vitória S. C.           | Portugal   | 2021-     |

## Estadísticas
Actualizado al último partido disputado el 22 de julio de 2020. 
| C. F. Os Belenenses Portugal | 2012-13                   | 2.ª                       | 37  | 4  | 10 | 3 | — | — | 47  | 7  |
| C. F. Os Belenenses Portugal | 2013-14                   | 1.ª                       | 23  | 1  | 4  | 0 | — | — | 27  | 1  |
| C. F. Os Belenenses Portugal | 2014-15                   | 1.ª                       | 20  | 1  | 8  | 1 | — | — | 28  | 2  |
| C. F. Os Belenenses Portugal | 2015-16                   | 1.ª                       | 17  | 2  | 6  | 2 | 7 | 0 | 30  | 4  |
| C. F. Os Belenenses Portugal | Total C. F. Os Belenenses | Total C. F. Os Belenenses | 97  | 8  | 28 | 6 | 7 | 0 | 132 | 14 |
| C. D. Feirense Portugal | 2016-17                   | 1.ª                       | 27  | 6  | 1  | 0 | — | — | 28  | 6  |
| C. D. Feirense Portugal | 2017-18                   | 1.ª                       | 29  | 3  | 5  | 0 | — | — | 34  | 3  |
| C. D. Feirense Portugal | 2018-19                   | 1.ª                       | 29  | 3  | 6  | 2 | — | — | 35  | 5  |
| C. D. Feirense Portugal | Total C. D. Feirense      | Total C. D. Feirense      | 85  | 12 | 12 | 2 | 0 | 0 | 97  | 14 |
| Nottingham Forest F. C. Inglaterra | 2019-20                   | 2.ª                       | 44  | 3  | 3  | 1 | — | — | 47  | 4  |
| Total carrera | Total carrera             | Total carrera             | 226 | 23 | 43 | 9 | 7 | 0 | 276 | 32 |
| (1) Incluye datos de la Copa de Portugal, la Copa de la Liga de Portugal y la Copa de la Liga de Inglaterra (2) Incluye datos de la Liga Europa de la UEFA (3) No incluye datos de partidos amistosos. |                           |                           |     |    |    |   |   |   |     |    |

## Palmarés

### Títulos nacionales
| Título              | Club             | País   | Año  |
| ------------------- | ---------------- | ------ | ---- |
| Superliga de Grecia | Olympiacos F. C. | Grecia | 2021 |